# Corydalis impatiens
Corydalis impatiens là một loài thực vật có hoa trong họ Anh túc. Loài này được (Pall.) Fisch. ex DC. mô tả khoa học đầu tiên năm 1821.